# 정훈왕래
정훈왕래(일본어: 庭訓往来 테이킨오우라이[*])는 일본의 서당에서 습자 및 독본으로 사용되었던 초급교과서의 일종이다. 남북조시대 말기에서 무로마치시대 전기 사이에 성립된 것으로 여겨진다. 저자는 남북조시대의 승려 현혜(겐에)가 거론되지만, 확증이 부족하다.
의한문체(擬漢文体)로 쓰였으며, 의식주・직업・영국(領国)경영・건축・사법・직분・불교・무기・교양・요양 등 다양한 일반상식을 다루고 있다. 시대를 초월한 보편적 사회상식도 많이 다루었기에 에도시대까지 서당 교과서로 이용되었다.
“정훈”이라 함은 『논어』 계자편에서 공자가 정원을 뛰어다니는 아들을 불러들ㅇ려 시예를 가르쳤다는 고사에서 비롯된 것으로, 아버지가 아들에게 베푸는 교훈과 가정교육을 뜻한다.